# 송은주 (성우)
송은주는 대한민국의 성우이다. 1984년 MBC CM에 입사했으며, 현재는 MBC CM 5기이다. 문화방송 성우극회 소속. 1986년 MBC 연기대상 성우부문 특별상을 수상했다.

## 주요 출연작품
- 진실의 두 얼굴(SBS)